# Tubney
Tubney – wieś w Anglii, w Oxfordshire, w dystrykcie Vale of White Horse, w civil parish Fyfield and Tubney. Leży 9,8 km od miasta Oksfordu i 90,5 km od Londynu. W 1951 roku civil parish liczyła 215 mieszkańców. Tubney jest wspomniana w Domesday Book (1086) jako Tobenie.